# العلاقات الكينية الموريشيوسية
العلاقات الكينية الموريشيوسية هي العلاقات الثنائية التي تجمع بين كينيا وموريشيوس.

## مقارنة بين البلدين
هذه مقارنة عامة ومرجعية للدولتين:
| وجه المقارنة                                              | كينيا                         | موريشيوس                 |
| --------------------------------------------------------- | ----------------------------- | ------------------------ |
| المساحة (كم2)                                             | 581.31 ألف                    | 2.04 ألف                 |
| عدد السكان (نسمة)                                         | 48.47 مليون                   | 1.26 مليون               |
| الكثافة السكانية (ن./كم²)                                 | 83.38                         | 617.65                   |
| العاصمة                                                   | نيروبي                        | بورت لويس                |
| اللغة الرسمية                                             | اللغة السواحلية، لغة إنجليزية | لغة إنجليزية، لغة فرنسية |
| العملة                                                    | شيلينغ كيني                   | روبي موريشي              |
| الناتج المحلي الإجمالي (بليون دولار)                      | 74.94 مليار                   | 13.34 مليار              |
| الناتج المحلي الإجمالي (تعادل القوة الشرائية) بليون دولار | 142.24 مليار                  | 25.36 مليار              |
| الناتج المحلي الإجمالي الاسمي للفرد دولار أمريكي          | 1.38 ألف                      | 9.25 ألف                 |
| الناتج المحلي الإجمالي للفرد دولار أمريكي                 | 2.95 ألف                      | 18.59 ألف                |
| مؤشر التنمية البشرية                                      | 0.548                         | 0.777                    |
| رمز المكالمات الدولي                                      | +254                          | +230                     |
| رمز الإنترنت                                              | .ke                           | .mu                      |
| المنطقة الزمنية                                           | ت ع م+03:00                   | ت ع م+04:00              |

## منظمات دولية مشتركة
يشترك البلدان في عضوية مجموعة من المنظمات الدولية، منها:
| علم المنظمة | اسم المنظمة                                 | تاريخ انضمام كينيا | تاريخ انضمام موريشيوس |
| ----------- | ------------------------------------------- | ------------------ | --------------------- |
|             | البنك الإفريقي للتنمية                      | ?                  | ?                     |
|             | المركز الدولي لتسوية المنازعات الاستشارية   | 2 فبراير 1967      | 2 يوليو 1969          |
|             | مؤسسة التنمية الدولية                       | 3 فبراير 1964      | 23 سبتمبر 1968        |
|             | مؤسسة التمويل الدولية                       | 3 فبراير 1964      | 23 سبتمبر 1968        |
|             | الاتحاد البريدي العالمي                     | ?                  | ?                     |
|             | البنك الدولي للإنشاء والتعمير               | 3 فبراير 1964      | 23 سبتمبر 1968        |
|             | منظمة التجارة العالمية                      | 1995               | ?                     |
|             | منظمة حظر الأسلحة الكيميائية                | ?                  | ?                     |
|             | الفريق المعني برصد الأرض                    | ?                  | ?                     |
|             | الأمم المتحدة                               | 16 ديسمبر 1963     | 24 أبريل 1968         |
|             | مجموعة دول أفريقيا والكاريبي والمحيط الهادئ | ?                  | ?                     |
|             | الاتحاد الأفريقي                            | 13 ديسمبر 1963     | ?                     |
|             | وكالة ضمان الاستثمار متعدد الأطراف          | 28 نوفمبر 1988     | 28 ديسمبر 1990        |
|             | منظمة الشرطة الجنائية الدولية               | ?                  | ?                     |
|             | يونسكو                                      | 7 أبريل 1964       | 25 أكتوبر 1968        |
|             | دول الكومنولث                               | 12 ديسمبر 1963     | ?                     |
|             | الاتحاد الدولي للاتصالات                    | 11 أبريل 1964      | 30 أغسطس 1969         |

## وصلات خارجية
- موقع وزارة الخارجية الكينية